# Archana Kamath
Archana Girish Kamath (Bangalore, 17 juni 2000) is een Indiaas professioneel tafeltennisster. Zij speelt rechtshandig, met de penhoudersgreep.
Zij vertegenwoordigde haar land op de Olympische Jeugdzomerspelen 2018 en werd daar vierde in het enkelspel.